# Bagamanoc
Bagamanoc è una municipalità di quinta classe delle Filippine, situata nella Provincia di Catanduanes, nella Regione di Bicol.
Bagamanoc è formata da 18 baranggay:
- Antipolo
- Bacak
- Bagatabao
- Bugao
- Cahan
- Hinipaan
- Magsaysay
- Poblacion
- Quezon (Pancayanan)
- Quigaray
- Sagrada
- Salvacion (Panuto)
- San Isidro
- San Rafael (Mahantod)
- San Vicente
- Santa Mesa
- Santa Teresa
- Suchan